# Brittney Mahanna
Brittney Mahanna (Pittsfield, 8 aprile 1977) è un'ex sciatrice alpina e snowboarder statunitense.

## Biografia
La Mahanna gareggiò principalmente nello sci alpino; in Nor-Am Cup conquistò l'ultimo podio il 4 gennaio 1996 ad Attitash in slalom gigante (3ª) e prese per l'ultima volta il via il 27 gennaio 1997 a Sugarloaf in supergigante (7ª), ultima gara della sua carriera nella disciplina; non debuttò in Coppa del Mondo né prese parte a rassegne olimpiche o iridate. Nel 1999 tornò brevemente alle competizioni prendendo parte a una gara della Coppa Continentale di snowboard, vincendo la prova di snowboard cross disputata il 25 febbraio a Sunday River.

## Palmarès

### Sci alpino

#### Nor-Am Cup
- 1 podio (dati dalla stagione 1994-1995):
  - 1 terzo posto

### Snowboard

#### Coppa Continentale
- 1 podio:
  - 1 vittoria

##### Coppa Continentale - vittorie
| Data             | Località     | Paese       | Specialità |
| ---------------- | ------------ | ----------- | ---------- |
| 25 febbraio 1999 | Sunday River | Stati Uniti | SBX        |

Legenda:

SBX = snowboard cross